# El costo de la vida
El costo de la vida es una película mexicana dirigida por Rafael Montero como su primera producción industrial en el año de 1988. Producida en colaboración por el Fondo de Fomento a la Calidad Cinematográfica, Museo Nacional de las Culturas Populares, Producciones Volcán y Cooperativa Bertolt Brecht. Describe la situación de desempleo que encuentra un pasante de arquitectura y la descomposición de la vida en pareja afectados por una profunda crisis económica nacional. Después de que él  es estafado y ante la situación cada vez más difícil que los lleva a la desesperación y al desinterés. Deciden probar suerte y se animan a asaltar unos locales comerciales, pero en uno de ellos la situación toma un giro trágico. Durante la cinta se reflejan los problemas sociales y económicos que México presenta en esos momentos.

## Argumento
Miguel (Rafael Sánchez Navarro), de veinticinco años, y Patricia (Alma Delfina), de veinte, son una joven pareja. Juntos rentan un pequeño departamento ubicado cerca del aeropuerto de la Ciudad de México. La crisis económica nacional hace eco ante el cierre de la empresa constructora que lo había contratado como dibujante. Aunado al creciente desinterés y cansancio de ella.
Él había abandonado sus estudios de arquitectura y ella no había concluido la preparatoria y trabajaba como cajera. La situación se complica, ella pierde el interés en su trabajo. Aunado a la falta de oportunidades se le suma la pérdida de los ahorros cuando él es estafado al buscar obtener las placas de un taxi. Sin dejar de mencionar el creciente endeudamiento de la pareja.
Miguel  fracasa y cae en la  desesperanza. El desánimo se hace presente al no obtener una fuente de empleo. Como alternativa para cubrir sus gastos buscan obtener el dinero necesario por otros medios. Al principio de los asaltos todo sale bien, cumplen viejos anhelos y deciden seguir probando suerte con un segundo y tercer intento que resulta fatal. 
Aun con los asaltos realizados no pagan sus deudas y prefieren la gran vida hasta que se les acaba el dinero.
En ese proceso y con el miedo a cuestas se aventuran a cumplir un sueño de Patricia, y se van a conocer el mar. A su regreso y ante la necesidad de pagar la renta, Miguel pierde la vida en un asalto. Patricia tomaba consciencia de su realidad como mujer, ya sola, buscará su propio camino hacia el mar. 
Para algunos de sus críticos es un caso de nota roja.

## Festivales
- 1989 Decimotercer Festival Internacional de Cine de El Cairo, Egipto.